# Dol Guldur

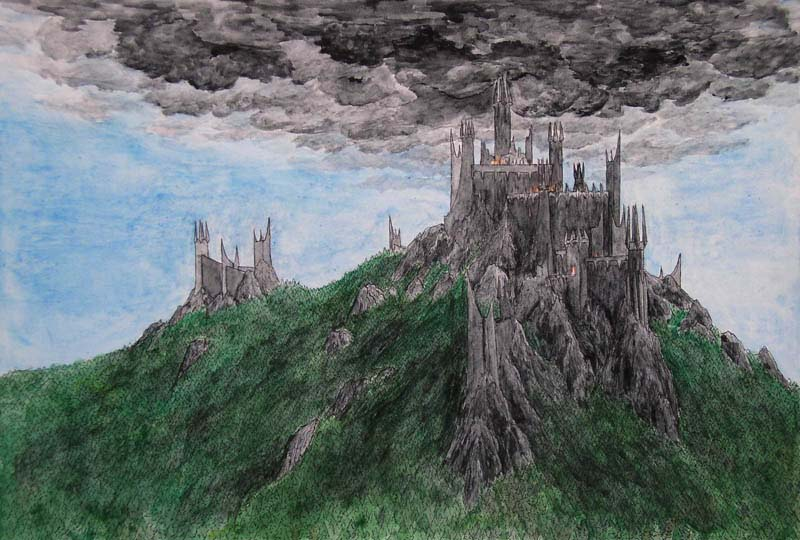
Illusztráció Dol Guldur-ról

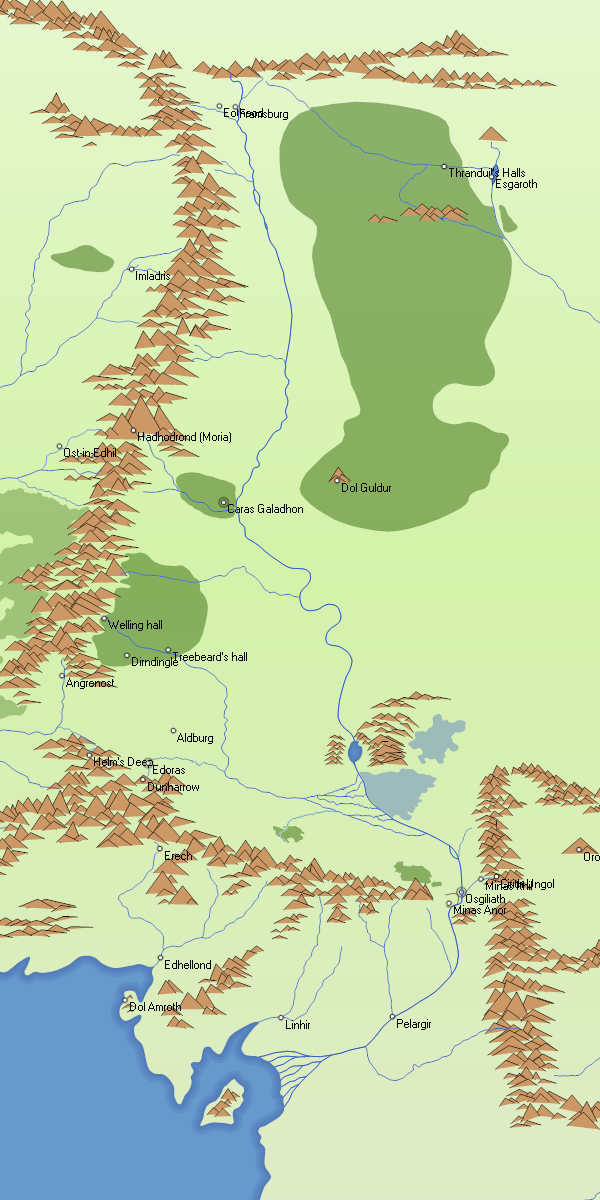
Az Anduin folyam vízgyűjtő-területét ábrázoló térkép, Dol Guldur jelölésével

Dol Guldur vár J. R. R. Tolkien Középföldén játszódó történeteiben. A másodkorban egy tündekirályság székvárosaként megalapított erődítmény leginkább arról nevezetes, hogy a harmadkorban évszázadokon keresztül a valós kilétét titkoló Sötét Úr, Sauron székhelye volt, mígnem A hobbit cselekményével egy időben kiűzték innen. A Mordorba visszatelepült Sauron erői rövidesen visszaszerezték, A Gyűrűk Ura cselekményének idején pedig a gonosz seregek egyik legfontosabb központja volt, mígnem néhány nappal a Sötét Úr végső bukása után lerombolták.

## Elhelyezkedése
Rhovanionban, a Bakacsinerdő (korábbi nevén: Nagy-Zölderdő) délnyugati részén, az Amon Lanc nevű dombon (a sindarin név jelentése: kopár domb) található, viszonylag közel az Anduin folyamhoz, hozzávetőlegesen egy magasságban a túlsó parton fekvő lothlórieni tündekirálysággal.

## Története

### Az alapítástól Sauron visszatéréséig
Az erdőtündék építették a másodkorban Oropher, Thranduil tündekirály apjának vezetésével. A vár sokáig a Nagy-zölderdei Királyság központja volt, de a harmadkor ezredik éve táján az erdőtündék északra menekültek a dél felől terjeszkedő sötétség – Sauron idővel testet öltő, déli puszták felől érkező árnyéka – elől. Az erdőtündék az immár Bakacsinerdőnek nevezett rengeteg hegyeibe húzódtak, ahol egy új, de lényegesen kisebb királyságot hoztak létre. Helyüket Sauron erői foglalták el: a gonosz hatalom megjelenését a bölcsek – a mágusok (istarok) és főbb eldák – 1100 körül észlelték, de sokáig úgy vélték: az egyik gyűrűlidérc lehet a háttérben. A vár Feketemágusként ismert urának hatalma csak 2060 táján nőtt meg annyira, hogy a bölcsek Sauron visszatérésétől kezdtek tartani, ezért 2063-ban Gandalf a várba ment. A még gyenge Sötét Úr ekkor jobbnak látta visszavonulni előle keletre, és megkezdődött az ún. éber béke kora. Ez akkor ért véget, amikor Sauron új erőkkel 2460-ban visszatért Dol Guldurba.

### II. Thráin fogsága
A korábban nyugatra vándorolt törpök királya, II. Thráin 2841-ben elindult, hogy visszaszerezze hajdani királyságát, a Smaug nevű sárkány által elfoglalt Erebort. Útja során, 2845-ben Sauron szolgái elfogták és börtönbe vetették Dol Guldurban, ahol kínzásnak vetették alá, és elvették tőle az utolsó, törpkirályok számára készített gyűrűt, a Hét Gyűrű egyikét. 2850-ben Gandalf titokban kikémlelte Dol Guldurt, ahol megbizonyosodott róla: Sauron visszatért, és az Egy Gyűrű visszaszerzésén, valamint az őt annak idején leggyőző Isildur örökösének felkutatásán munkálkodik. Gandalf a vár tömlöcében rátalált a haldokló, bemutatkozni is képtelen Thráinra is, akitől megkapta Erebor térképét és kulcsát. A törpkirály még a mágus ottléte alatt meghalt, ő pedig, bár a kapott tárgyakat megőrizte, csak 91 évvel később jött rá Thráin kilétére. Ekkor a térképet és kulcsot átadta Tölgypajzsos Thorinnak, akit saját maga, maréknyi törp és egy hobbit, Zsákos Bilbó társaságában útnak indított, hogy visszaszerezzék a Magányos Hegyet.

### Sauron elűzése
Gandalf értesülései alapján 2851-ben összeült a Fehér Tanács, ahol a szürke mágus támadást sürgetett Dol Guldur ellen, mivel attól tartott, hogy Sauron rövidesen megtámadja Lothlórient, majd a Ködhegység túloldalán lévő Völgyzugolyt, szinte védtelenné téve Középfölde északi részét, Smaug személyében pedig rettentő erejű szövetségesre tehetne szert. Ám a tanács feje, Saruman ekkor még leszavaztatta – mint utóbb kiderült, ekkor már maga is az Egy Gyűrű megszerzésében reménykedett, és abban bízott, hogy a varázstárgy magától felbukkan gazdáját keresve. Csak azután egyezett bele a támadásba, hogy 2939-ben hírét vette: Sauron tudomást szerzett Isildur halálának és a Gyűrű eltűnésének körülményeiről, kutatását pedig szerette volna megállítani. Ezért 2941 nyarán (A hobbit cselekményével párhuzamosan) a Fehér Tanács elrendelte a támadást, a tündék seregei pedig elűzték Sauront. Ez a magyarázata annak, hogy a Smaug és Sauron szövetségének megállításán dolgozó Gandalf miért nem tudott Zsákos Bilbóval és a törpökkel tartani az Erebor felé vezető útjuk bakacsinerdei (Dol Guldurt egyébként északon messze elkerülő) szakaszán: közben a Fehér Tanács ülésén, illetve a Dol Guldur elleni hadjáraton vett részt.

### A Gyűrűháború idején
Sauron felkészült a támadásra, ezért a várat csak ideiglenesen veszítették el a gonosz erői. 2942-ben hajdani központjába, Mordorba települt vissza, ahol 2951-ben nyíltan fellépett, egyúttal három gyűrűlidércet küldött Dol Guldur visszafoglalására. Ebben az időben Dol Guldur közvetlen uralma a Bakacsinerdő déli részére terjedt ki, északon nagyjából a Régi erdei útig, de kémei északabbra is eljutottak: innen figyelték Thranduil tündéinek királyságát, és 3017-ben jelentették Sauronnak, hogy a vallatását követően Mordorból megszökött Gollamot Aragorn elfogta és az erdei tündékhez vitte. 3018. június 20-án Sauron egyrészt Gondorra, másrészt Thranduil országára támadt – utóbbi offenzíva bizonyára Dol Guldurból indult. Az orksereg vereséget szenvedett, Gollam viszont megszökött.
A vár a Gyűrűháború 3018-as kitörése idején a nazgûlok alvezére, Khamûl parancsnoksága alatt állt, aki egy további lidércet hírnökként maga mellett tartott. Dol Guldurból a háború idején három támadás érte Lothlórient (3019. március 11., március 15. és március 22.), amiket Galadriel varázsereje és a tündék vitézsége visszavert; március 15-én egyidejűleg Thranduil tündekirályságát is megtámadták az erdő északi részén (ún. fák alatti csata). Bár a támadásokat visszaverték, mindkét tündekirályság súlyos károkat szenvedett a harcokban.

### Dol Guldur bukása
Sauron pusztulását  (3019. március 25.) követően, március 28-án a lórieni tündék Celeborn vezetésével átkeltek az Anduinon, és rövidesen bevették Dol Guldurt, amit Galadriel erejével leromboltak, a környező erdőt pedig megtisztították a gonosztól. A Bakacsinerdőt az április 6-án találkozó Thranduil és Celeborn tündekirályok osztották fel egymás között: Dol Guldur hajdani vidéke a Kelet-Lórien nevet kapta, ám miután felesége, Galadriel rövidesen Nyugatra távozott, Celeborn is elhagyta országát, ahol ezután alig maradtak tündék.